# Cité judiciaire (Luxembourg)
La cité judiciaire de Luxembourg est un ensemble architectural de la ville de Luxembourg, implanté sur le plateau du Saint-Esprit au sud de la Ville-Haute, le centre historique de la capitale grand-ducale.

## Histoire
L'idée de créer une cité judiciaire remonte au 25 octobre 1991 mais n'a vu sa première pierre posée que le 7 octobre 2003 et est officiellement inauguré le 6 octobre 2008,.
Le chantier est rendu complexe par le classement de la Ville-Haute au patrimoine mondial de l'UNESCO en 1994, imposant aux architectes des choix architecturaux stricts pour intégrer les nouveaux bâtiments au bâti existant. Une autre difficulté fut la mise au jour, entre septembre 2001 et avril 2003, des restes de l'ancienne abbaye du XIIIe siècle qui occupait le plateau du saint-Esprit dont la conservation des vestiges et leur accès au public est intégré aux caractéristiques du nouvel ensemble.

## Description

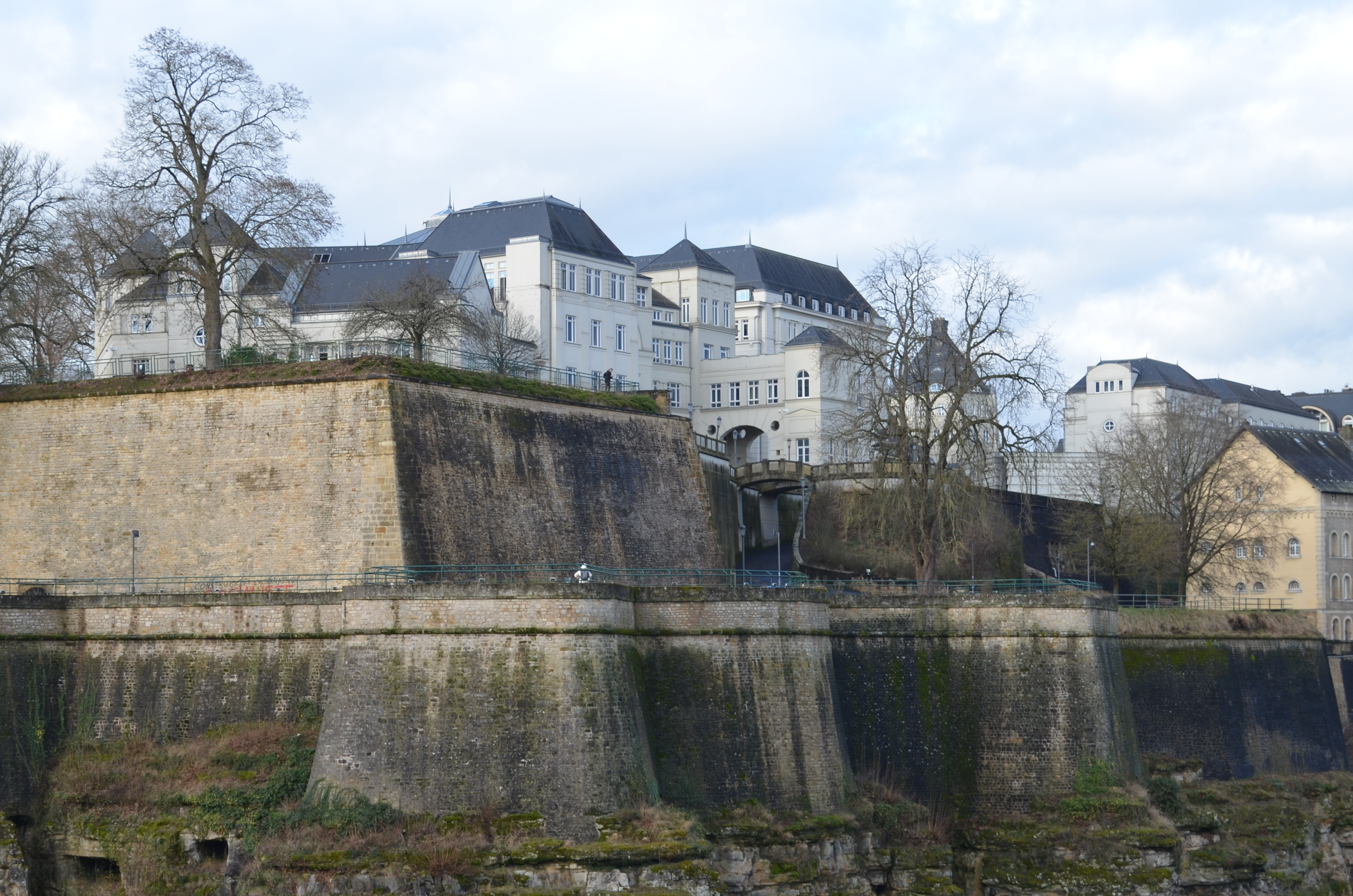
La cité judiciaire vue du Fort Verlorenkost.

L'ensemble, de style baroque mosellan afin de s'intégrer au bâti existant classé par l'UNESCO, est l'œuvre des architectes revivalistes Rob et Léon Krier et regroupe toutes les administrations judiciaires de la ville, à l'exception de celles liées à l'Union européenne, situées quant à elle au Kirchberg. 
La cité judiciaire occupe une surface de 33 000 m2 et compte huit bâtiments :
- Le palais de la cour supérieure de justice ;
- L'ancienne caserne ou bâtiment Vauban, rénovée et intégrée au complexe, accueille le tribunal d'arrondissement ;
- Le parquet du tribunal, dans un bâtiment à part relié par une passerelle au tribunal d'arrondissement ;
- La justice de paix, située tout au sud du site ;
- Le tribunal de la jeunesse, dans un bâtiment conçu de façon à ne pas ressembler à un palais de justice afin de réduire le sentiment d'intimidation ;
- Le bâtiment des archives, reconverti ensuite pour le service central d'assistance sociale ;
- Un bâtiment commun aux diverses institutions, regroupant notamment la bibliothèque ;
- Le pavillon qui a remplacé la tour des vents, avec un accès au parking souterrain.